# 수페르코파 이탈리아나 2020
수페르코파 이탈리아나 2020은 수페르코파 이탈리아나의 33번째 대회이며, 네이밍 스폰서십에 따라  PS5 슈퍼컵으로도 불리며, 2021년 1월 20일 레조에밀리아에 소재한 마페이 스타디움 - 치타 델 트리콜로레에서 경기가 열린다. 올해 대회는 세리에 A 2019-20 우승 구단인 유벤투스와 코파 이탈리아 2019-20의 우승 구단인 나폴리 간의 경기가 열렸다.
우승은 유벤투스에 돌아갔으며 아홉 번째 우승이다.

## 대회 정보
유벤투스와 나폴리 간의 결승전 경기는 이번 대회로 네 번째가 됐고, 이는 나폴리의 대회 출전 수와 같다. 나폴리는 두 구단 모두 첫 대회 참가였던 1990년에 우승을 거뒀고 마지막 참가였던 2014년에는 승부차기까지 간 끝에 우승을 거머쥐었으며, 2012년에는 연장전에서 우승을 유벤투스에 주고 말았다. 유벤투스는 이번 대회 출전으로 아홉 번째 연속 출전의 기록을 세우게 되고, 이미 구단이 세운 여덟 대회 연속 출전의 기록을 경신하게 된다. 유벤투스는 이미 2019년 대회로 인테르가 2005~2011년 동안 출전하여 세운 연속 출전 기록을 갈아치웠다. 연속 출전 기록 뿐만이 아니라 열여섯 번째 출전의 기록 또한 세우게 된다.
두 구단은 2020년 6월 17일에 나폴리가 승부차기에서 승리를 거둔 코파 이탈리아 2019-20 결승전 이 후 첫 경기이다. 2020년 10월 4일에 예정됐던 세리에 A 2020-21 3라운드 경기는 나폴리가 토리노 소재의 알리안츠 스타디움 필드 위에 모습을 드러내지 않아 경기가 진행되지 못했다. 위 경기는 몰수 경기 처리되어 나폴리의 3–0 패배와 승점 삭감 처리됐었다. 하지만 2020년 12월 22일 CONI는 나폴리 구단의 몰수패 및 승점 삭감에 대한 이의 신청을 받아들여 향후 재경기 날짜가 정해질 예정이다.
마페이 스타디움에서 수페르코파 이탈리아나 대회는 처음으로 치러지는 것이며, 이전 스타디오 질리오 시절에도 전무했었다. 밀라노, 나폴리, 제노바, 토리노, 로마, 심지어 이탈리아 밖에서도 11번이나 열렸지만 레조에밀리아 그리고 에밀리아로마냐주에서는 이번이 처음이다.
본 대회는 세리에 A와 코파 이탈리아가 끝난 해의 그 다음 년에 열리는 수페르코파 이탈리아나 대회로서 이번이 네 번째이다.(이전에는 1988, 1995, 2018대회)

## 참가 구단
| 구단     | 출전 자격                  | 참가 기록 (굵은 글씨는 우승 기록)                                                               |
| -------- | -------------------------- | ----------------------------------------------------------------------------------------------- |
| 유벤투스 | 세리에 A 2019-20 우승      | 15회 (1990, 1995, 1997, 1998, 2002, 2003, 2005, 2012, 2013, 2014, 2015, 2016, 2017, 2018, 2019) |
| 나폴리   | 코파 이탈리아 2019-20 우승 | 3회 (1990, 2012, 2014)                                                                          |

## 경기 정보
| 유벤투스                    | 2 – 0  | 나폴리 |
| --------------------------- | ------ | ------ |
| - 호날두 64′ - 모라타 90+5′ | 리포트 |        |

| 유벤투스 | 나폴리 |

|                 |    |                         |     |     |
|                 |    |                         |     |     |
| GK              | 1  | 보이치에흐 슈쳉스니     |     |     |
| DF              | 16 | 후안 콰드라도           |     |     |
| DF              | 19 | 레오나르도 보누치       |     |     |
| DF              | 3  | 조르조 키엘리니         |     |     |
| DF              | 13 | 다닐루                  |     |     |
| MF              | 14 | 웨스턴 매케니           |     |     |
| MF              | 30 | 로드리고 벤탕쿠르       |     | 83′ |
| MF              | 5  | 아르투르                |     |     |
| MF              | 22 | 페데리코 키에사         |     | 46′ |
| FW              | 44 | 데얀 쿨루셰프스키       |     | 83′ |
| FW              | 7  | 크리스티아누 호날두     | 74′ |     |
| 교체 명단:      |    |                         |     |     |
| GK              | 31 | 카를로 핀솔리오         |     |     |
| GK              | 77 | 잔루이지 부폰           |     |     |
| MF              | 8  | 에런 램지               |     |     |
| FW              | 9  | 알바로 모라타           |     | 83′ |
| MF              | 25 | 아드리앵 라비오         |     | 83′ |
| MF              | 33 | 페데리코 베르나르데스키 |     | 46′ |
| DF              | 36 | 알레산드로 디 파르도    |     |     |
| DF              | 37 | 라두 드러구신           |     |     |
| DF              | 38 | 잔루카 프라보타         |     |     |
| MF              | 41 | 니콜로 파졸리           |     |     |
| MF              | 56 | 필리포 라노키아         |     |     |
| 감독:           |    |                         |     |     |
| 안드레아 피를로 |    |                         |     |     |

|               |    |                       |     |     |
|               |    |                       |     |     |
| GK            | 25 | 다비드 오스피나       |     |     |
| DF            | 22 | 조반니 디 로렌초      |     |     |
| DF            | 44 | 코스타스 마놀라스     |     |     |
| DF            | 26 | 칼리두 쿨리발리       |     |     |
| DF            | 6  | 마리우 후이           |     | 84′ |
| MF            | 4  | 디에고 뎀메           |     | 84′ |
| MF            | 5  | 티에무에 바카요코     |     | 67′ |
| MF            | 11 | 이르빙 로사노         |     |     |
| MF            | 20 | 피오트르 지엘린스키   | 89′ |     |
| MF            | 24 | 로렌초 인시녜         |     |     |
| FW            | 37 | 안드레아 페타냐       |     | 72′ |
| 교체 명단:    |    |                       |     |     |
| GK            | 1  | 알렉스 메레트         |     |     |
| GK            | 16 | 니키타 콘티니         |     |     |
| MF            | 7  | 엘리프 엘마스         |     | 67′ |
| FW            | 14 | 드리스 메르턴스       |     | 72′ |
| FW            | 18 | 페르난도 요렌테       |     | 84′ |
| DF            | 19 | 니콜라 막시모비치     |     |     |
| FW            | 21 | 마테오 폴리타노       |     | 84′ |
| DF            | 23 | 엘세이드 히사이       |     |     |
| DF            | 31 | 파우지 굴람           |     |     |
| DF            | 33 | 아미르 라흐마니       |     |     |
| FW            | 58 | 안토니오 초피         |     |     |
| MF            | 68 | 스타니슬라브 로보트카 |     |     |
| 감독:         |    |                       |     |     |
| 젠나로 가투소 |    |                       |     |     |

| 부심: Daniele Bindoni Stefano Del Giovane 대기심: Maurizio Mariani 비디오 판독심: Marco Di Bello 보조 비디오 판독심: Giacomo Paganessi | 경기 규칙 - 전, 후반 90분 동안 치러진다. - 전, 후반 무승부 시 30분간 연장전을 치른다. - 연장전까지 무승부일 경우 승부차기를 통해 우승팀을 가린다. - 12명의 교체 선수를 등록할 수 있으며 3명까지 교체할 수 있다. |

## 같이 보기
- 세리에 A 2019-20
- 코파 이탈리아 2019-20